# Kapel van Onze-Lieve-Vrouw van Oudenberg

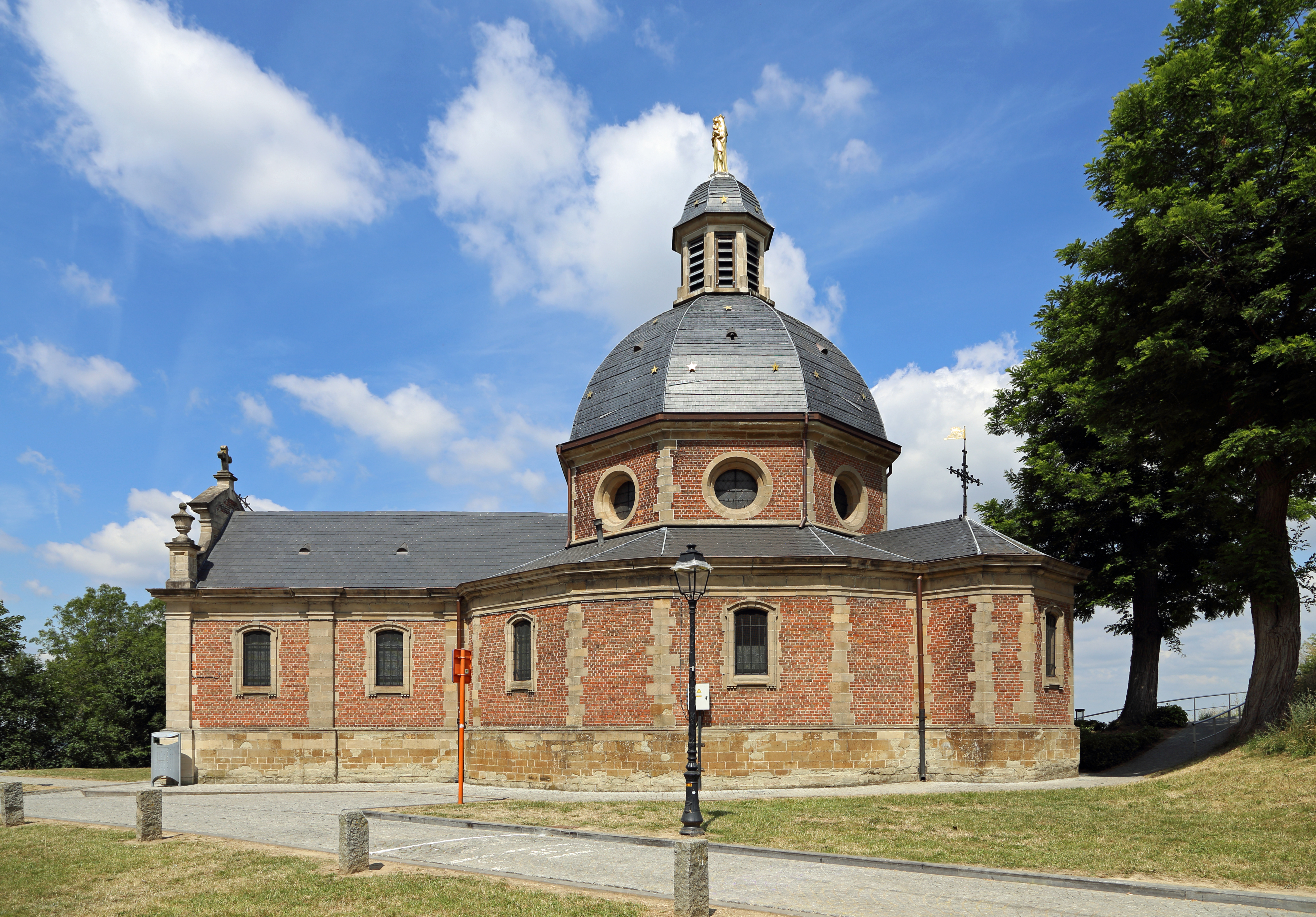
Onze-Lieve-Vrouw-van-Oudenbergkapel, zijaanzicht

De Kapel van Onze-Lieve-Vrouw van Oudenberg is een kleine bedevaartkapel op de top van de Oudenberg, een getuigenheuvel in de Belgische stad Geraardsbergen, in de Vlaamse Ardennen. De huidige kapel dateert van 1906 en werd ontworpen in neobarokke stijl door architect Vandamme. Ze verving een kleinere 17e-eeuwse kapel. Reeds in 1294 was dit de locatie van een kluizenaarswoning.
De bakstenen kapel is een ongelijkzijdige zevenhoek, met drie zijkapellen en een portaal op het westen. In de kapel bevindt zich een Mariabeeldje van eikenhout uit de eerste helft van de 17e eeuw. Het is een overblijfsel van de vorige kapel.
De kapel krijgt media-aandacht bij elke passage van een wielerwedstrijd langs de Muur van Geraardsbergen.